# Tha'alibisme
Het Tha'alibisme is een uitgestorven groepering binnen het kharidjisme. Deze groepering is gesticht door Tha'alaba ibn Aamir die met Karim ibn Ajarid was. Tha'alaba was het oneens wat betreft de zaak van de kinderen of zij wel of niet ongelovig zijn. Later deden de Ajaridieten afstand van de uitspraken van Tha'alaba.